# Mount Nimrod
Mount Nimrod ist ein 2835 m hoher Berg in der antarktischen Ross Dependency. Er ragt rund 6,5 km südsüdöstlich des Mount Saunders in der Dominion Range auf. 
Teilnehmer der Nimrod-Expedition (1907–1909) unter der Leitung des britischen Polarforschers Ernest Shackleton entdeckten ihn. Benannt ist der Berg nach dem Forschungsschiff Nimrod, das auch der Expedition ihren Namen gab.